# ماينتال
ماينتال (بالألمانية: Maintal) هي بلدة و بلدة ألمانية تقع في ألمانيا في Main-Kinzig-Kreis. يقدر عدد سكانها بـ 37,920 نسمة .

## المدن التوأمة
مدن كاتريني، Luisant، موسبورغ و ازترغوم هي مدن توأمة لـماينتال.